# Chilleurs-aux-Bois
Chilleurs-aux-Bois é uma comuna francesa na região administrativa do Centro, no departamento Loiret. Estende-se por uma área de 52,54 km². Em 2010 a comuna tinha 2 068 habitantes (densidade: 39,4 hab./km²).